# Saint-Martin-le-Vinoux
Saint-Martin-le-Vinoux là một xã thuộc tỉnh Isère, vùng Rhône-Alpes, đông nam nước Pháp.